# Esteban Escudero Torres
Esteban Escudero Torres (València, 4 de febrer de 1946-2 de maig de 2025) fou un bisbe catòlic, professor, filòsof i teòleg espanyol, bisbe auxiliar de València entre 2000 i 2010 i des de 2015 fins a 2021 i bisbe de Palència des de 2010 fins a 2015.

## Biografia

### Primers anys i formació
Esteban va nàixer el 4 de febrer de 1946, a València. Va realitzar la seua formació bàsica i superior en el col·legi dels Pares Agustins, a València. En 1963 ingressà al Seminari de València, on va cursar tres anys de Filosofia i Teologia, obtenint la llicenciatura en Teologia per la Universitat Pontifícia de Salamanca.
Amb llicència del llavors seu arquebisbe, José García Lahiguera, va cursar Filosofia a la Universitat de València, aconseguint la llicenciatura en Filosofia pura a 1974. També va perfeccionar els seus estudis doctorant-se en Filosofia per la Universitat Pontifícia Gregoriana.

### Sacerdoci
Va ser ordenat prevere per a l'Arxidiòcesi de València el 12 de gener de 1975.
Com a prevere va exercir els següents ministeris:
- Vicari parroquial de la parròquia de L'Assumpció, a Carlet, València (1975 – 1978).
- Professor de Filosofia en la Universitat CEU Cardenal Herrera de Montcada, durant 6 anys.
- Coordinador d'ensenyament religiós escolar i universitari de l'Arxidiòcesi (1986 – 1990).
- Professor, cap d'estudis i posteriorment director de l'Escola Diocesana de Pastoral, des de 1988.
- Membre de la «Associació de Viatges a Terra Santa, amb els franciscans», des de 1988.
- Director de l'Institut diocesà de Ciències Religioses (des de 1994).
- Canonge de la catedral de València (1992 – 2000).
- Professor de Filosofia en la Facultat de Teologia «Sant Vicent Ferrer» de València de 1982 a l'any 2000.
- Professor de la secció de València del Pontifici Institut Joan Pau II per a estudis sobre Matrimoni i Família (1996 – 2000).

### Episcopat

#### Bisbe auxiliar de València
El 17 de novembre de 2000, el papa Joan Pau II el nomenà bisbe titular de Thala i bisbe auxiliar de València.
Va ser consagrat bisbe el 13 de gener de 2001, a la catedral de València, per l'arquebisbe de València, Agustín García-Gasco. Els seus coconsagradors varen ser el llavors arquebisbe de Barcelona, Ricard Maria Carles i el llavors arquebisbe de Toledo, Francisco Álvarez Martínez.
Com a bisbe auxiliar de València va exercir els càrrecs de membre de les Comissions Episcopals de Seminaris i Universitats (1999-2002) i Relacions Interconfesionals (2001 a 2005) a la CEE.

#### Bisbe de Palència
El 9 de juliol de 2010, el papa Benet XVI el va nomenar bisbe de Palència.
Va prendre possessió del bisbat, el 29 d'agost del mateix any.
Com a bisbe de Palència va exercir els següents càrrecs:
- Membre de les Comissió Episcopal de Pastoral, a la CEE (2005 – 2011).
- Responsable del departament de Pastoral del Sord, a la CEE (2008-2011.
- Membre de les Comissió Episcopal de Clergat, a la CEE (2014 – 2017).
- Membre de les Comissió Episcopal de Seminaris i Universitats (2008 – 2011).
- Membre de la Comissió Episcopal d'Apostolat Seglar, a la CEE (2011 – 2014).

#### Bisbe auxiliar de València
El 7 de maig de 2015, el papa Francesc, novament, el va nomenar bisbe Titular de Diano i bisbe auxiliar de València.
Des de desembre de 2015 fou vicecanceller de la Universitat Catòlica de València Sant Vicent Màrtir (UCV).
Com a bisbe auxiliar de València va exercí els següents càrrecs:
- Membre de les Comissió Episcopal de Clergat, en la CEE (2014 – 2017).
- Membre de les Comissió Episcopal de Seminaris i Universitats (2017 – 2020).
- Membre de la Comissió Episcopal per a la Doctrina de la Fe (2020-2023).
- Membre de la Subcomissió Episcopal per a les Relacions Interconfesionales i Diàleg Interreligiós (2020-2023).

### Renúncia
El papa Francesc va acceptar la seva renúncia com a bisbe auxiliar de València l'1 de març de 2021, després d'haver complert 75 anys d'edat.